# Dick Briel
Dick Briel (né le 28 décembre 1950 à Leyde et mort le 25 septembre 2011 à Ryswick) est un auteur de bande dessinée néerlandais.
Représentant de la ligne claire, il est principalement connu pour sa série Les Aventures du professeur La Palme, qui a été traduite en français.